# Chiesa di Santa Maria del Casale
La chiesa di Santa Maria del Casale è una costruzione romanico-gotica sita 2 chilometri a nord di Brindisi, nei pressi del quartiere Casale, sulla strada per l'aeroporto.

## Vicende storiche
Fu eretta allo scadere del XIII secolo sul luogo dove esisteva una cappella che custodiva un'icona mariana legata ad una pia tradizione a san Francesco d'Assisi che, di ritorno dalla Terra santa, avrebbe qui pregato. Si narra infatti che questi avrebbe passato la notte nel Casale e in un'edicola si trovava un'icona della Madonna, che però era coperta da una ragnatela come un velo. Così San Francesco chiese di liberare l'icona al ragno, che acconsentì subito. Fu donata nel 1300 dal re Carlo II all'arcivescovo Pandone. Il luogo dove sorgeva la chiesa della Madonna del Casale era solitario e ameno e gli arcivescovi di Brindisi vi costruirono la loro dimora estiva.
Dal maggio 1310 la chiesa e i locali annessi furono utilizzati come "cancelleria" del processo contro i Templari del Regno di Sicilia. In quella occasione, il tribunale composto dall'arcivescovo brindisino Bartolomeo da Capua, dal canonico romano di Santa Maria Maggiore Jacopo Carapelle, dai francesi Arnolfo Bataylle e Berengario di Olargiis, insieme al canonico Nicola il Mercatore, condannarono in contumacia i cavalieri assenti.

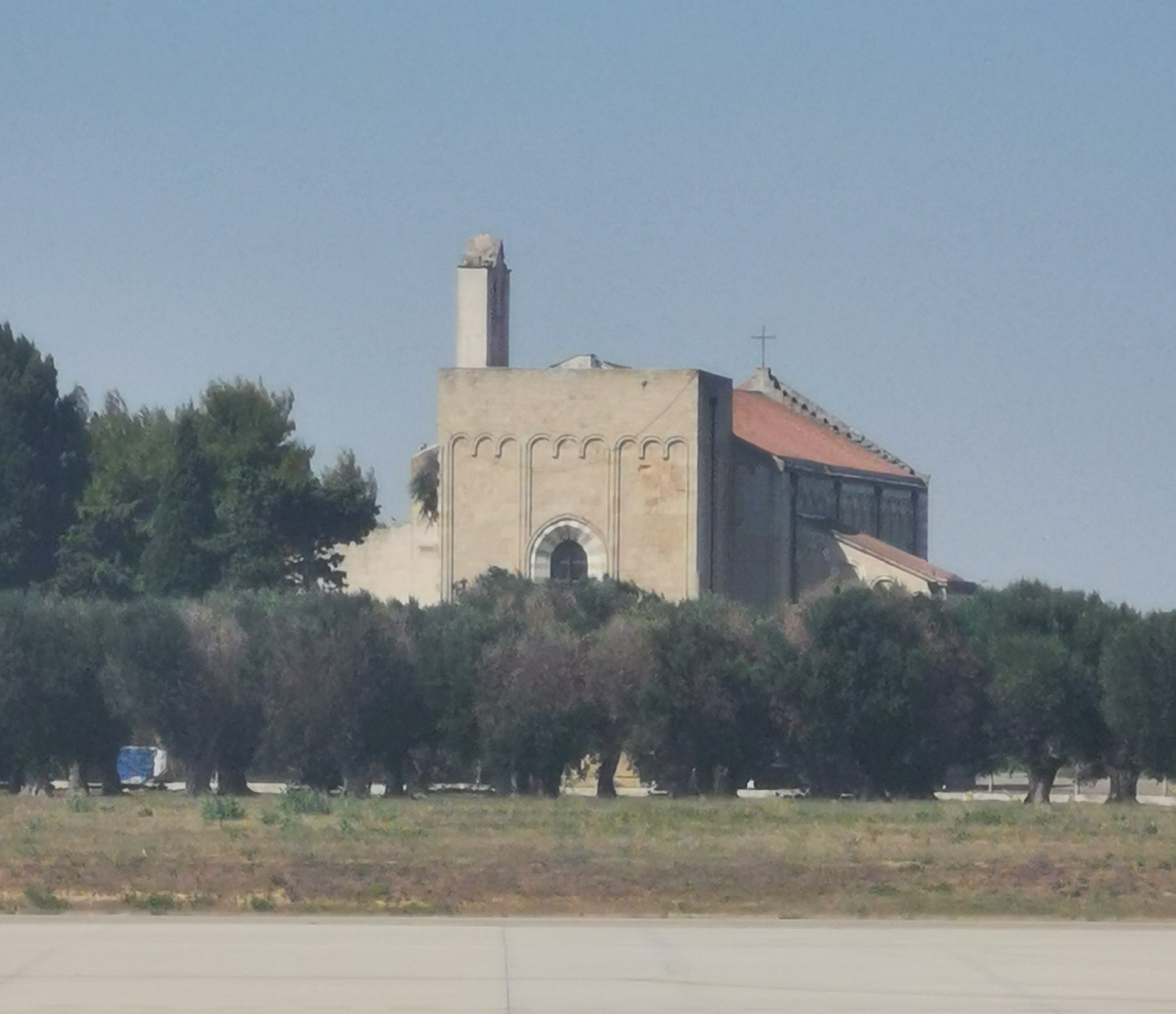
Chiesa Vista dall'aeroporto di Brindisi

Nel 1322 Filippo d'Angiò, principe di Taranto e la moglie Caterina vi eressero la cappella di Santa Caterina.
Il 26 aprile 1568 l'arcivescovo Giovanni Carlo Bovio cedette la chiesa, il terreno e gli edifici attigui ai Frati Minori Osservanti, che vi fondarono il convento. Nel 1598 vi subentrarono i Riformati che conclusero i lavori di costruzione del convento tra il 1635 e il 1638.
La chiesa nel 1811 fu soppressa dal governo murattiano e fu usata come caserma. I Francescani vi tornarono nel 1824 e cercarono di riparare i gravissimi danni.
Santa Maria del Casale è Monumento nazionale dal 1875.
L'edificio è stato recentemente restaurato dai missionari della Consolata di Torino, stabilitisi nell'annesso convento cinquecentesco, del quale è visibile il chiostro.

## Struttura

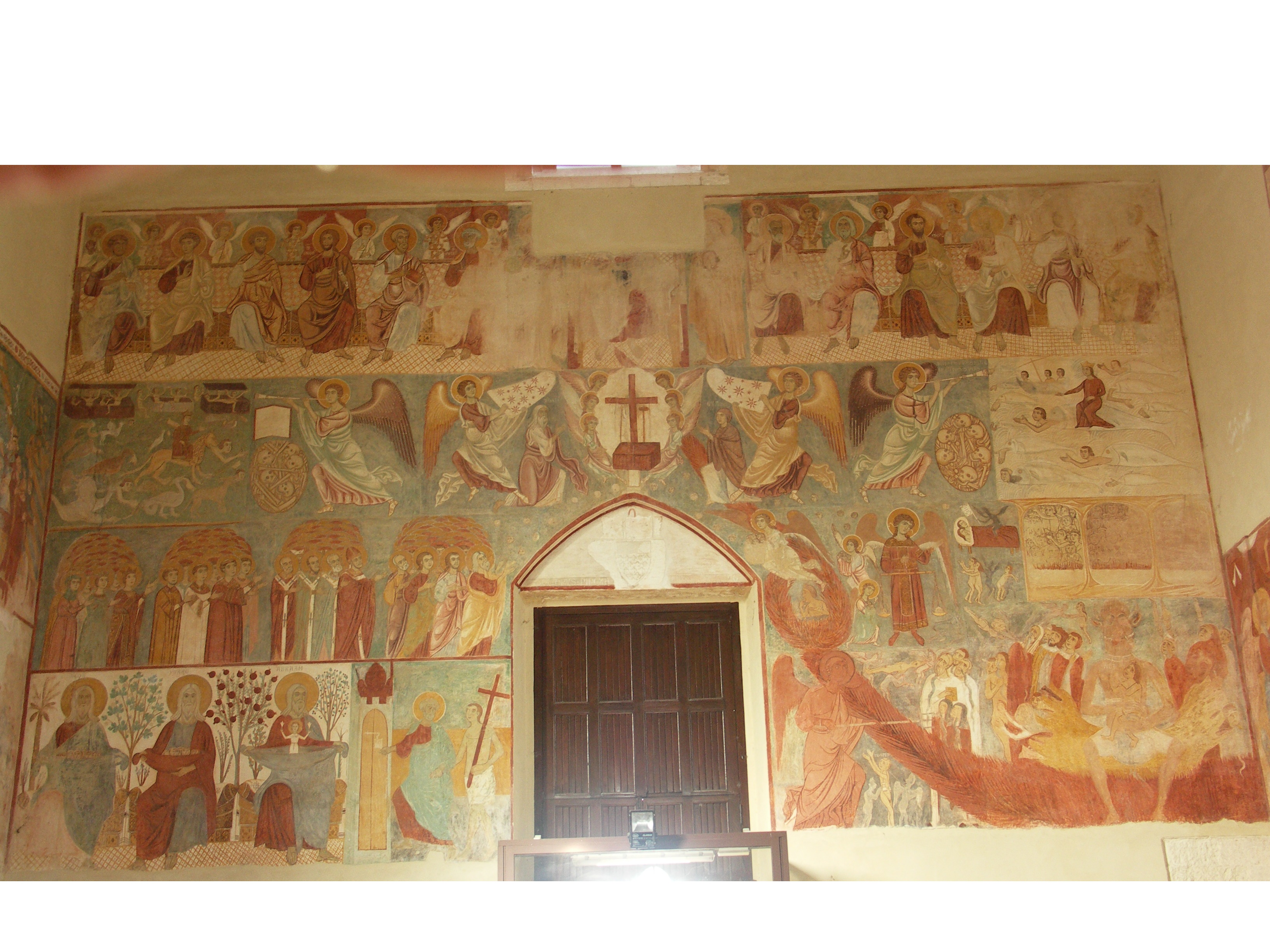
Il Giudizio Finale sulla controfacciata della chiesa di Santa Maria del Casale

Caratteristica per il notevole gusto cromatico è la facciata a fasce di disegni ornamentali di pietre a due colori; è spartita, come i fianchi, da esili lesene tristili, congiunte da cornici in basso e dall'archeggiatura cieca in alto, a scala lungo il timpano della facciata e ad archi trilobi sui fianchi e nella parte absidale. Sul portale un originale protiro pensile, aperto davanti con un arco trilobo, ripete lo schema architettonico della facciata; al di sopra si apre una grande finestra ogivale.
Internamente è a croce latina a una navata con tetto a capriate e volta a crociera sull'abside.
Vi si conserva una colonna in marmo pario sovrastata da una croce che si ritiene essere quella dell'Osanna (IX secolo).
Le pareti sono in gran parte coperte di affreschi del XIV secolo, di forme ancora bizantine ma con qualche apporto lineare gotico. Sulla parete d'ingresso, il Giudizio universale, grandioso affresco distribuito in quattro scomparti, firmato da Rinaldo da Taranto, interessante anche per l'iconografia: è riferibile ai primi decenni del XIV secolo.
Sulla parete sinistra: Annunciazione, Albero della Croce di mirabile fattura, Madonna tra i cavalieri (col committente Nicola Della Marra, datato 1388) e Madonna col Bambino (commissionata da Gaucerio nel 1366).
Sulla parete destra: Annunciazione, Cristo in trono e Madonna col Bambino (col committente Leonardo I Tocco, 1363 circa).
Nei transetti: Crocifissione, San Caterina e storie della sua vita, Sant'Erasmo di Gaeta e Santa Maria Maddalena.
Nel presbiterio: Lavanda dei Piedi, Ultima Cena e Ospitalità di Sara e Abramo; Deposizione dalla Croce, Deposizione nella tomba e Maria al Sepolcro; Pentecoste e Annunciazione; nell'abside, Cristo in trono fra Angeli.
In sagrestia tela con la Natività di Maria, dipinta da Giampiero Zullo nel 1617. La riscoperta delle preziose pitture avvenne alla fine dell'Ottocento e comunicata da Cosimo De Giorgi sulla rivista fiorentina "Arte e Storia".

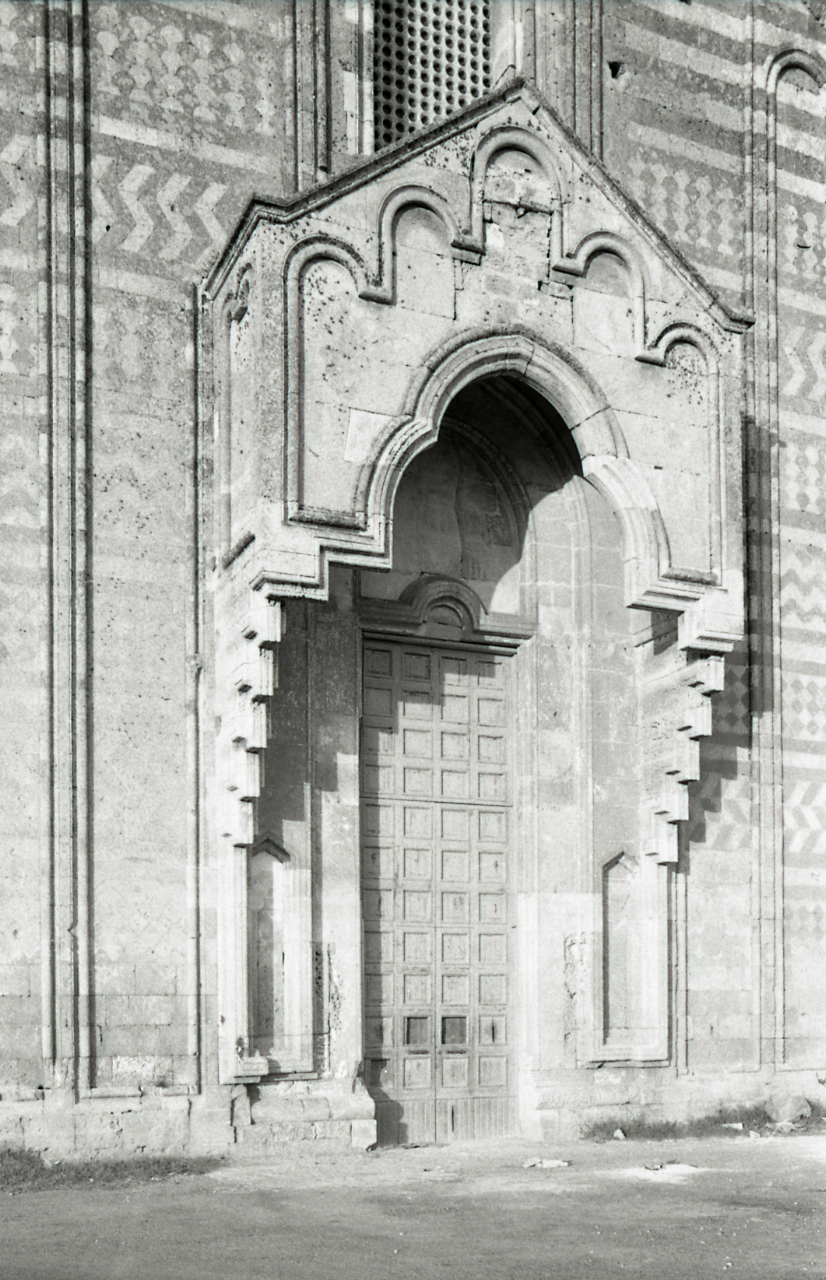
Foto di Paolo Monti
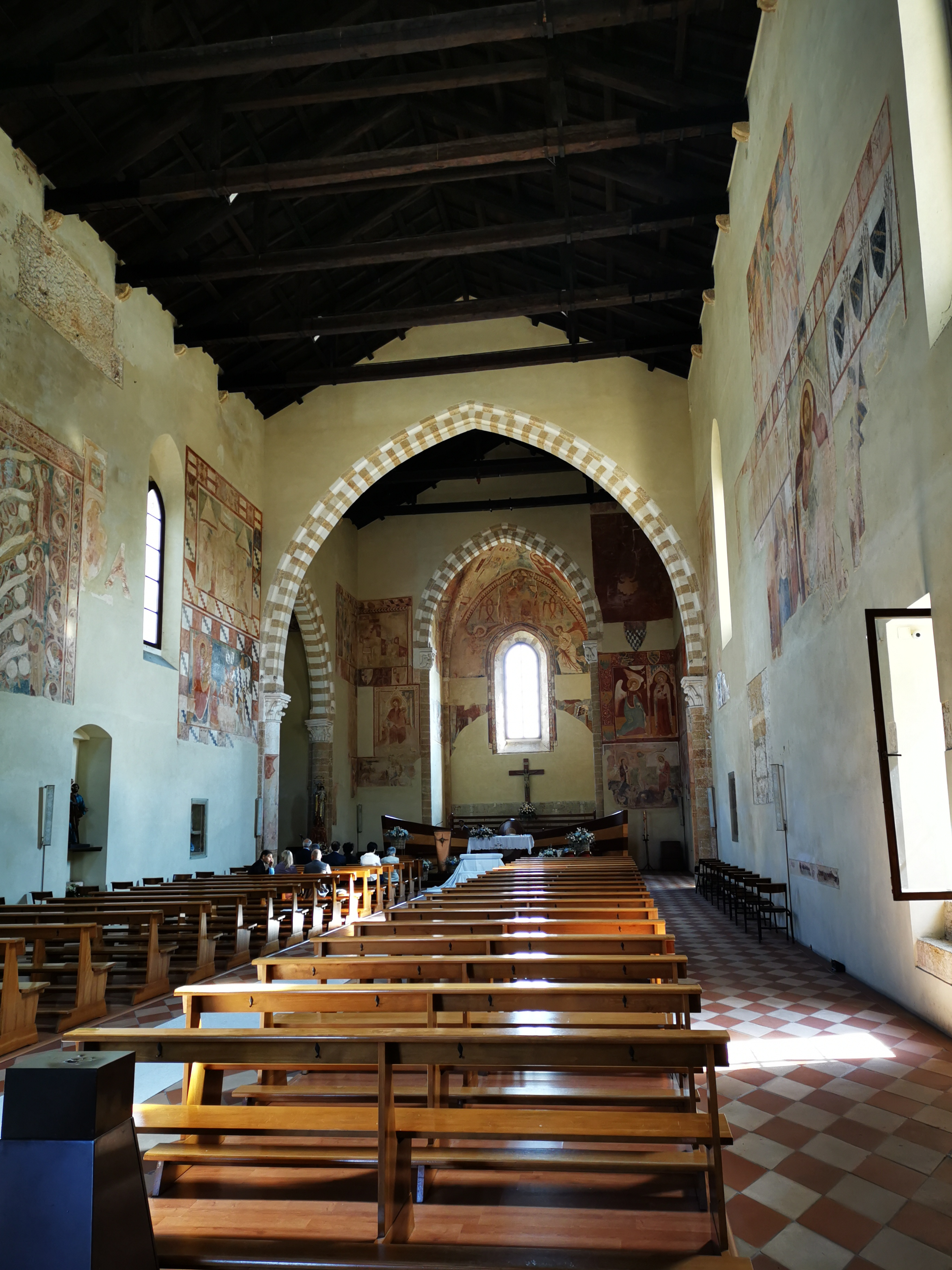
Interno della chiesa
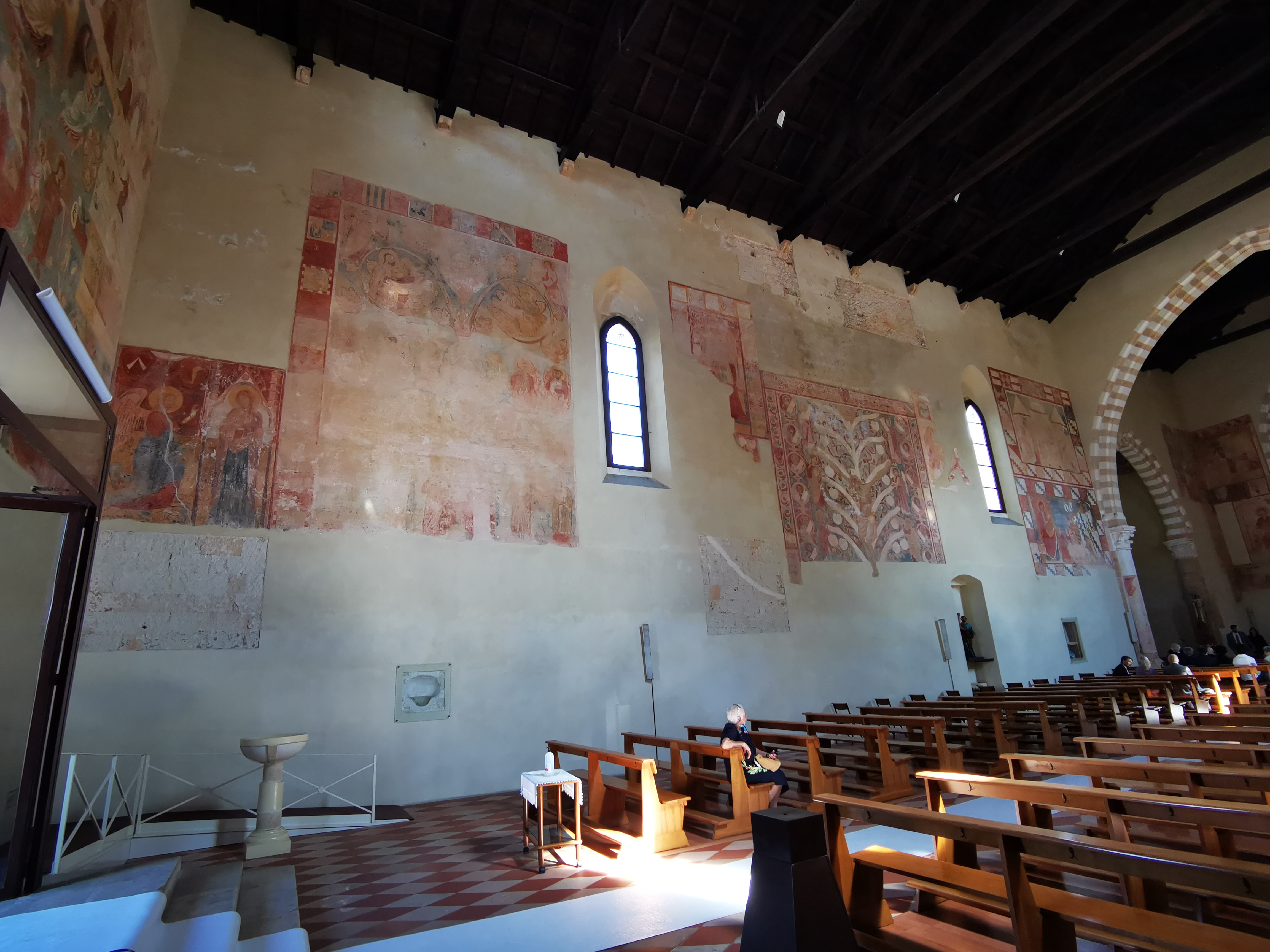
Parete sinistra della chiesa
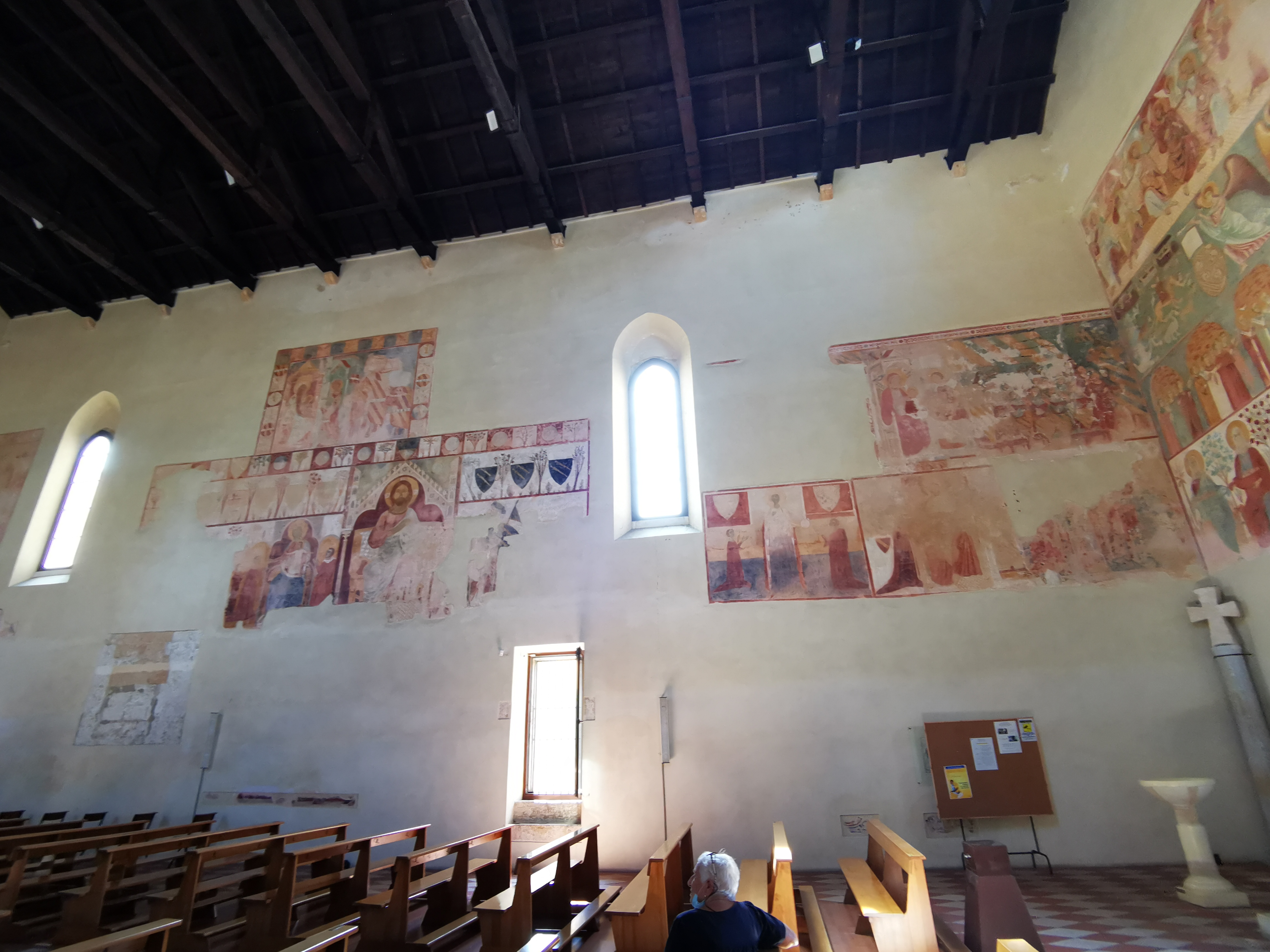
Parete destra della chiesa
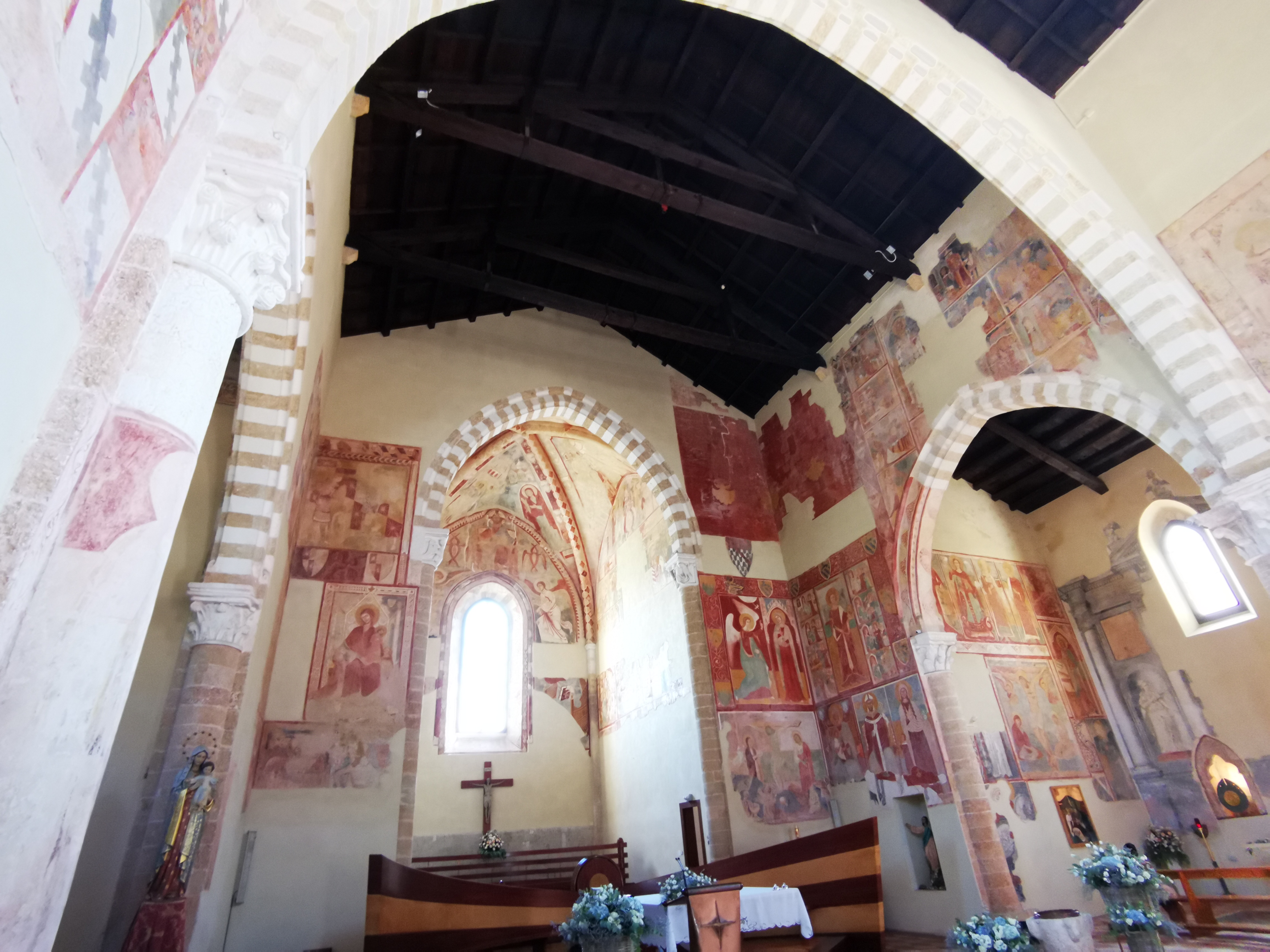
Transetto